# ヘンティー山脈
ヘンティー山脈（ヘンティーさんみゃく、モンゴル文字表記：ᠬᠡᠨᠲᠡᠢ
ᠨᠢᠷᠤᠭᠤ、Хэнтий нуруу、中: 肯特山、露:  Хэнтэй、英: Khentii mountains、ヘンティー・ノロー）はモンゴル国北東部からロシア連邦ザバイカリエ地方にまたがる山脈。モンゴル国においては、西から順にトゥブ県、ヘンティー県、ドルノド県にわたる。チンギス・ハーンの生誕地および墓所があるとされる聖なる山ブルカン岳が含まれる。最高点は標高2,800mのアスラットハイルハン山である。
トール川は山脈の西麓を流れ、オルホン川、セレンゲ川と合流し、北に向かいバイカル湖へ注ぐ。オノン川は北東の山間谷を北東に向け流れ、北のインゴダ川と合流してシルカ川となり、次にアムール川に合流する。ヘルレン川は南麓を東に向けて流れ、フルンボイル平原のフルン湖に注ぐ。ヘンティー山脈はこれらの川の水源である。
漢名での古称を狼居胥山といい、匈奴の本拠であった。これを元狩四年（紀元前119年）に前漢の武将である霍去病が追い詰め大破し、祭壇を築いて戦勝を祝った。